# ماثيو سميث
ماثيو سميث (بالإنجليزية: Matty Smith)‏ (13 مارس 1997 دندي المملكة المتحدة - ) هو لاعب كرة قدم بريطاني يلعب كمهاجم.

## روابط خارجية
- ماثيو سميث على موقع قاعدة بيانات كرة القدم.إي يو (الإنجليزية)
- ماثيو سميث على موقع Soccerbase.com (لاعب) (الإنجليزية)
- ماثيو سميث على موقع Soccerway.com (الإنجليزية)